# Kajsza lisztgomba
A kajsza lisztgomba (Clitopilus prunulus) a döggombafélék családjába tartozó, Eurázsiában és Észak-Amerikában honos, erdőkben, ligetekben, füves területeken élő, ehető gomba.

## Megjelenése
A kajsza lisztgomba kalapja 3-12 cm széles, alakja fiatalon domború, majd kiterül, középen bemélyed, végül kissé tölcséressé válik. Széle eleinte begöngyölt, idősen hullámos lesz, gyakran kajla, szabálytalan. Színe fehér, fehéresszürkés, halványbarnás árnyalatú. Felszíne matt, deres, nedvesen kissé tapadós.
Húsa vastag, elég kemény (a tönkben szálas); színe fehér, sérülésre nem változik. Erősen lisztszagú és -ízű. 
Sűrű, keskeny lemezei mélyen lefutók. Színük fiatalon fehéres, később rózsaszínűek, végül hússzínűek lesznek.
Tönkje 2-8 cm magas és 0,3-1,5 cm vastag. Gyakran kissé oldalt álló, alakja hengeres. Színe fehér vagy halványszürke. Felszíne hosszanti szálas.
Spórapora barnásrózsaszínű. Spórája hegyes végű ellipszoid, hosszában bordázott, mérete 8-12 x 4-6 µm. 

### Hasonló fajok
A súlyosan mérgező mezei tölcsérgombával vagy viaszfehér tölcsérgombával lehet összetéveszteni, amely azonban karcsúbb, tönkje vékony. Ezenkívül megkülönbözteti még tőle a kajsza lisztgomba erősen lisztszagú húsa és rózsaszín spórapora. Hasonlíthat hozzá az ehető szürke tölcsérgomba és az elefántcsont csigagomba is.

## Elterjedése és termőhelye
Eurázsiában és Észak-Amerikában honos. Magyarországon helyenként nem ritka.
Lomberdőkben, fenyvesekben, ligetes, füves helyeken nő. Júliustól novemberig terem. 
Ehető, de könnyen összetéveszthető mérgező fajokkal, ezért fogyasztása nem ajánlott.    

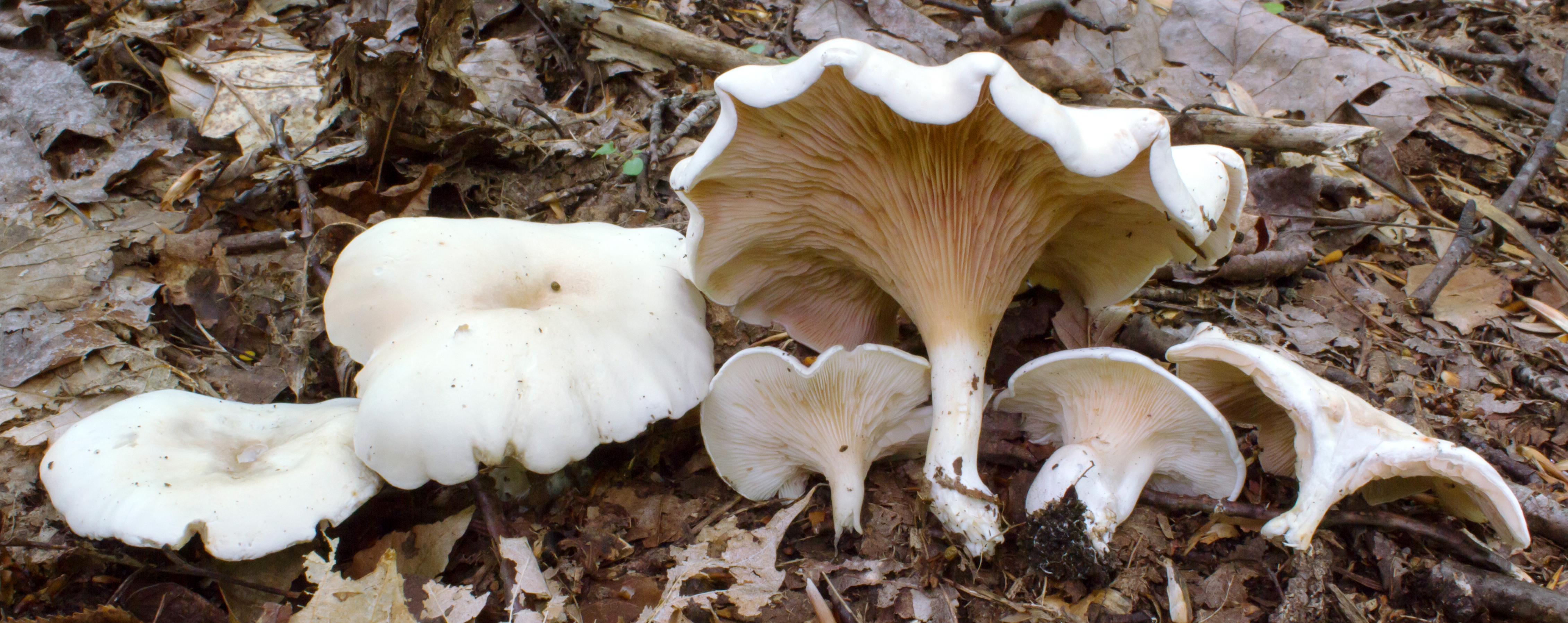
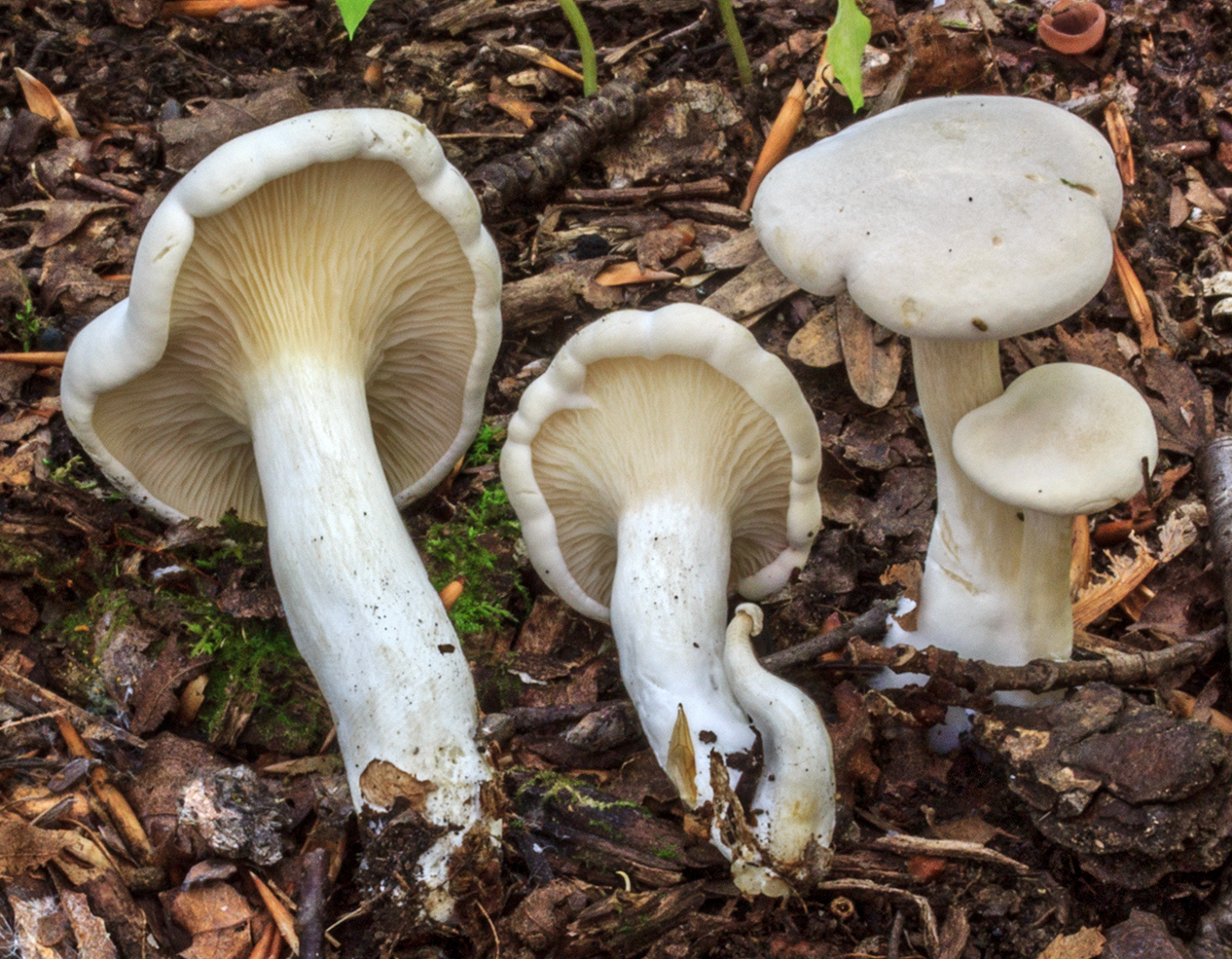
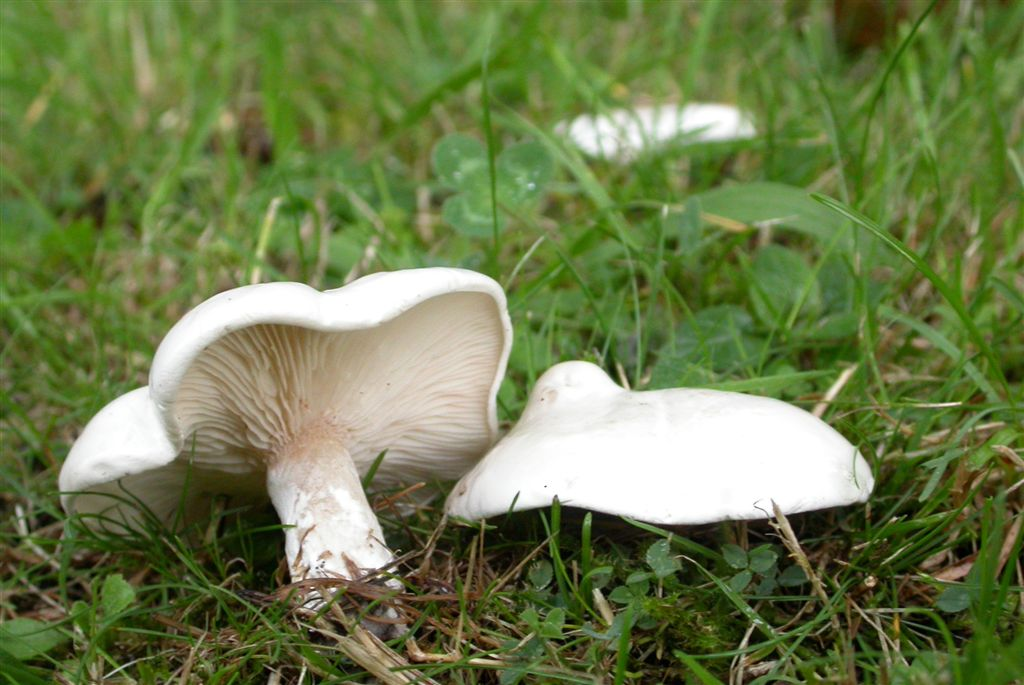
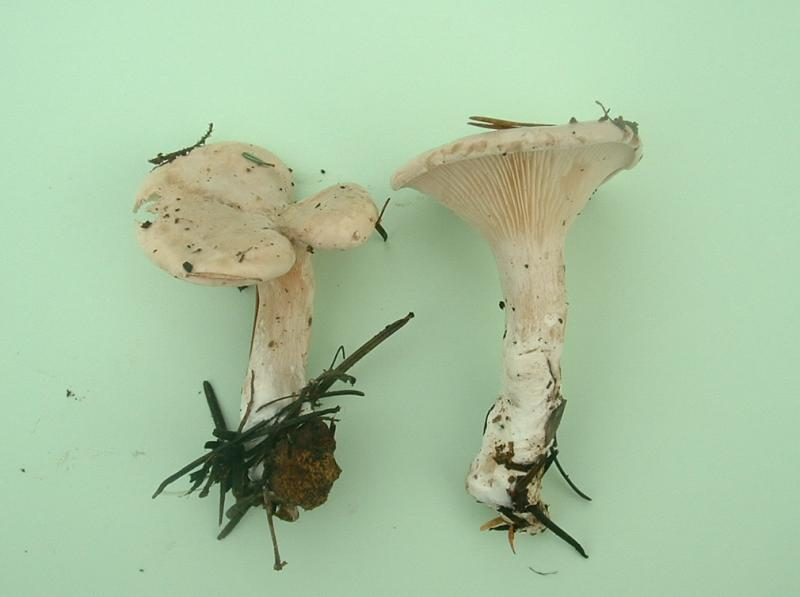
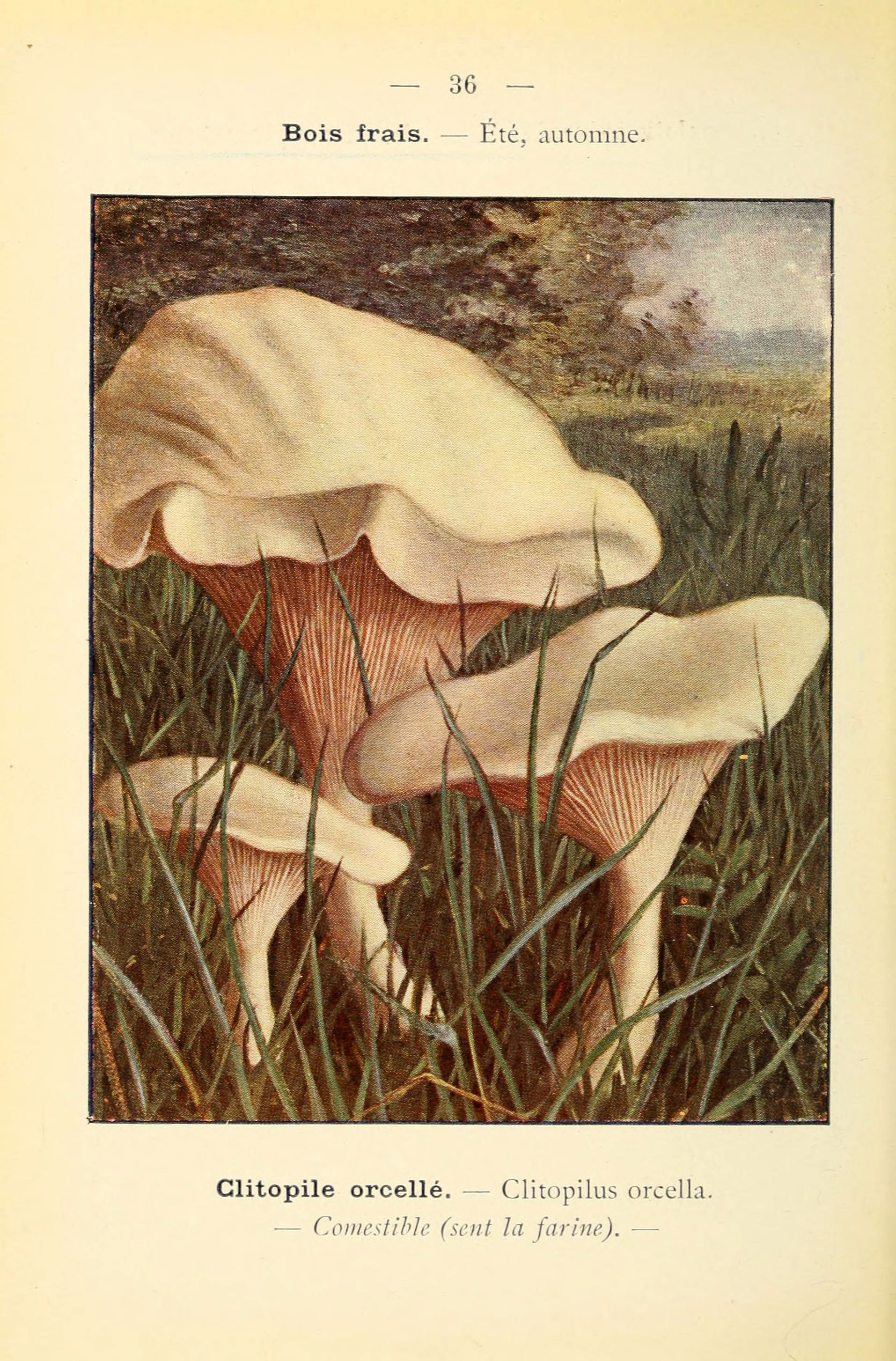